# Нефтяной танкер

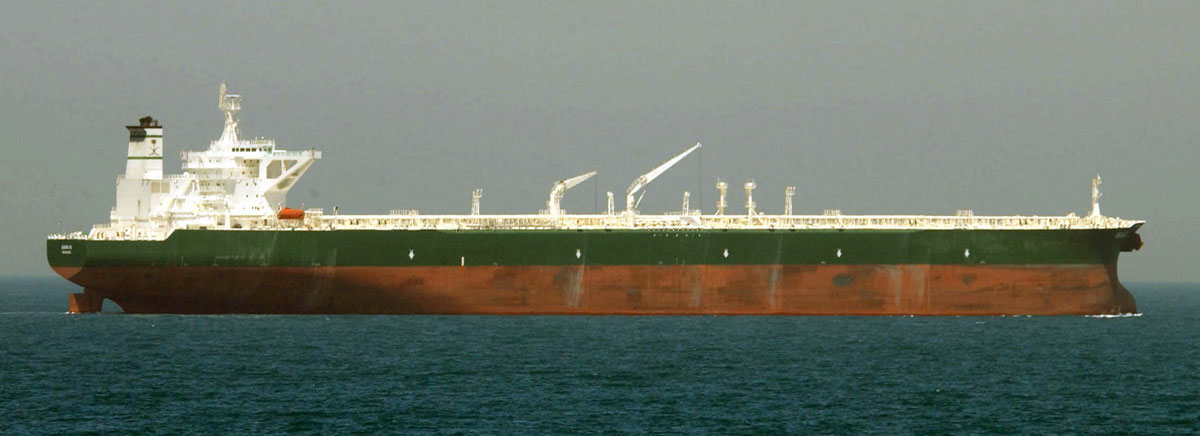
Нефтяной танкер «Abqaiq»

Нефтяной танкер или нефтетанкер — торговое судно, предназначенное для перевозки нефти наливом. Существуют два основных типа нефтяных танкеров: для сырой нефти и для нефтепродуктов. Танкеры для сырой нефти перевозят большое количество неочищенной нефти с места добычи на нефтеперерабатывающие заводы. Танкеры для нефтепродуктов, как правило, значительно меньше по размерам, они предназначены для перевозки нефтепродуктов с нефтеперерабатывающих заводов в пункты, расположенные вблизи точек продажи.
Нефтяные танкеры часто классифицируются не только по размеру, но и по направленности. По размеру они варьируются от внутренних или прибрежных танкеров вместимостью несколько тысяч тонн дедвейта (DWT) до гигантских ультра крупных перевозчиков сырой нефти (ULCCs) вместимостью 550 000 DWT. Танкеры ежегодно перевозят около 2 000 000 000 тонн (2,2 × 10⁹ коротких тонн) нефти. Транспортировка нефти по трубам занимает лишь второе место с точки зрения эффективности, средняя стоимость транспортировки нефти танкером составляет всего 2—3 цента США за 1 галлон США (3,8 л).
Со временем появились некоторые специализированные типы нефтяных танкеров. Таким, например, является танкер, пополняющий запасы топлива кораблей. А также нефтерудовоз и постоянно пришвартованные плавучие установки для добычи, хранения и отгрузки нефти. Разливы нефти, происходящие из-за аварий на нефтяных танкерах, наносят непоправимый ущерб окружающей среде. Поэтому к конструкции и эксплуатации танкеров предъявляются строгие требования.